# 因特拉肯
因特拉肯（德語發音：[ˈɪntɐlaːkn̩]；又译作烟特勒根、茵特拉肯）是瑞士伯恩州因特拉肯-上哈斯利区的一个市镇，最低点海拔557米，最高点海拔1577米，总面积为4.4平方千米，截至2024年1月1日总人口为6169人（因特拉肯、马滕和下塞恩总人口为16000人）。其位于布里恩茨湖和图恩湖之间冲积平原上的阿勒河段，所以因特拉肯的字面意思为“在湖泊之间”（源自拉丁语的Inter Lacus）。

因特拉肯市与同样位于两湖泊附近的馬滕、下塞恩、伯尼根等市镇接壤，其合并在一起成为瑞士伯尔尼高地著名的旅游目的地，也是通往该地区其他山脉湖泊（如南部的少女峰）和市镇的重要交通门户。

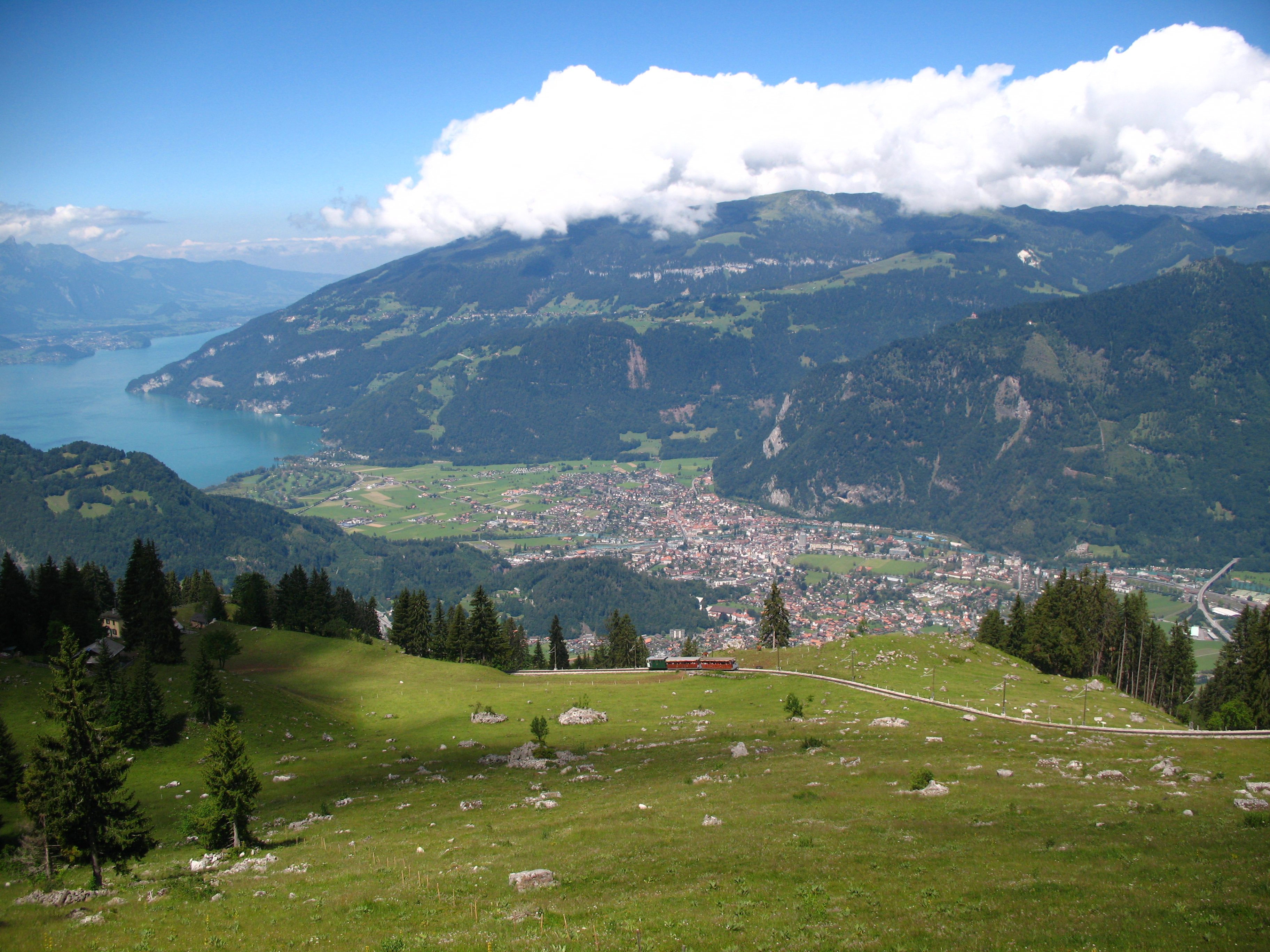
远眺图恩湖
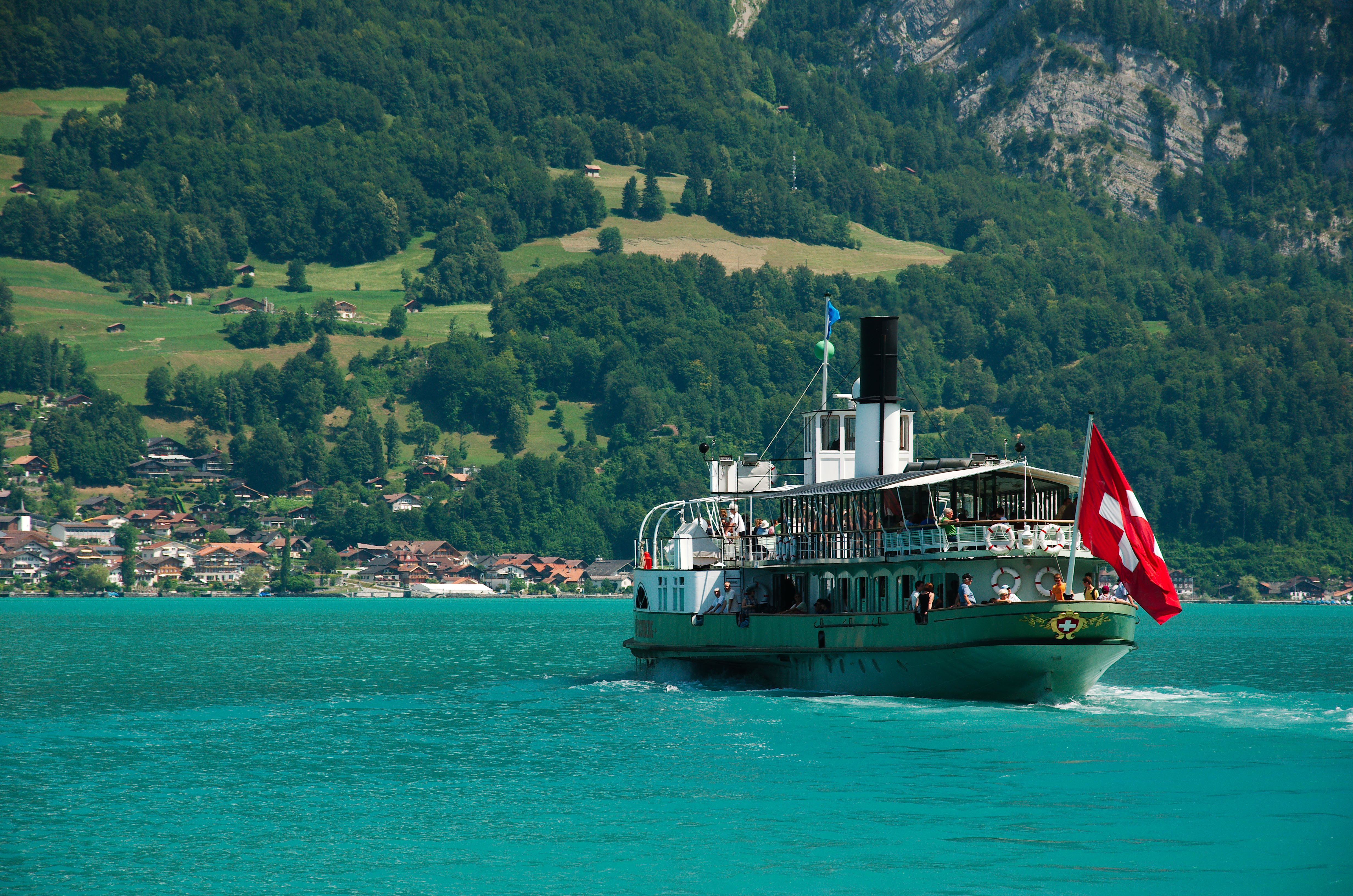
布里恩茨湖上的汽船
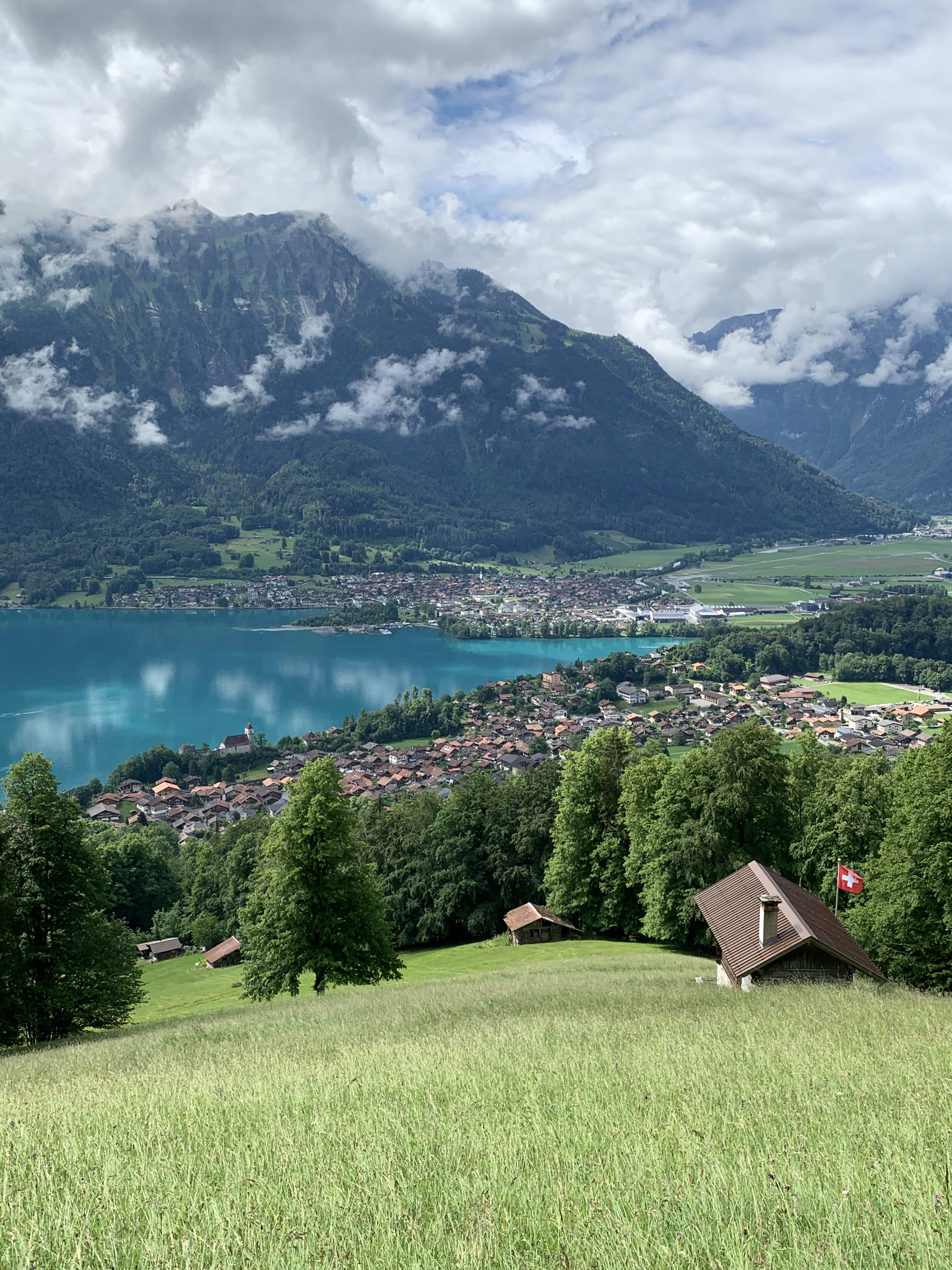
布里恩茨湖边
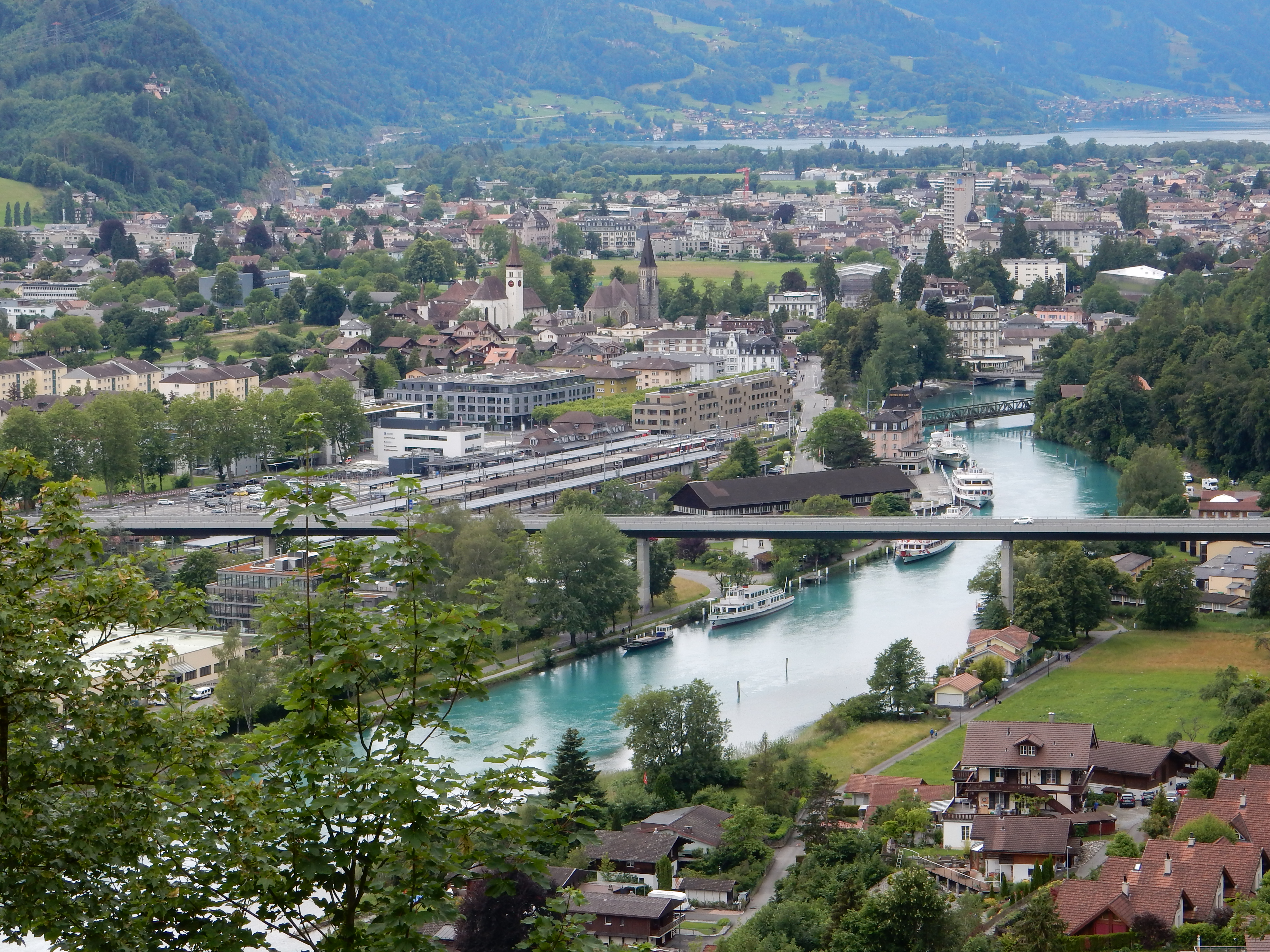
因特拉肯市的运河和码头
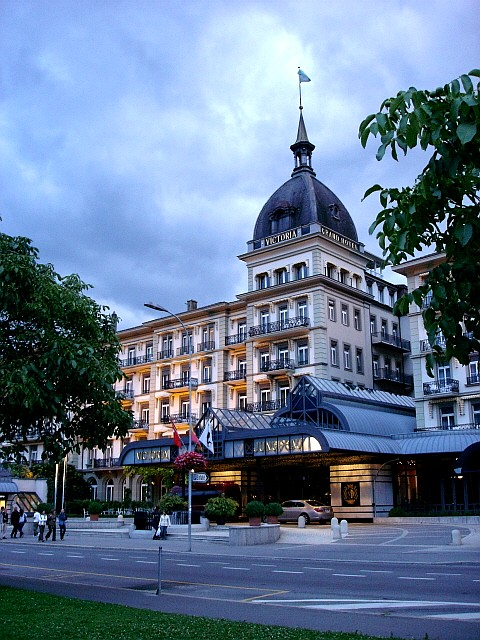
维多利亚少女峰酒店

## 地理

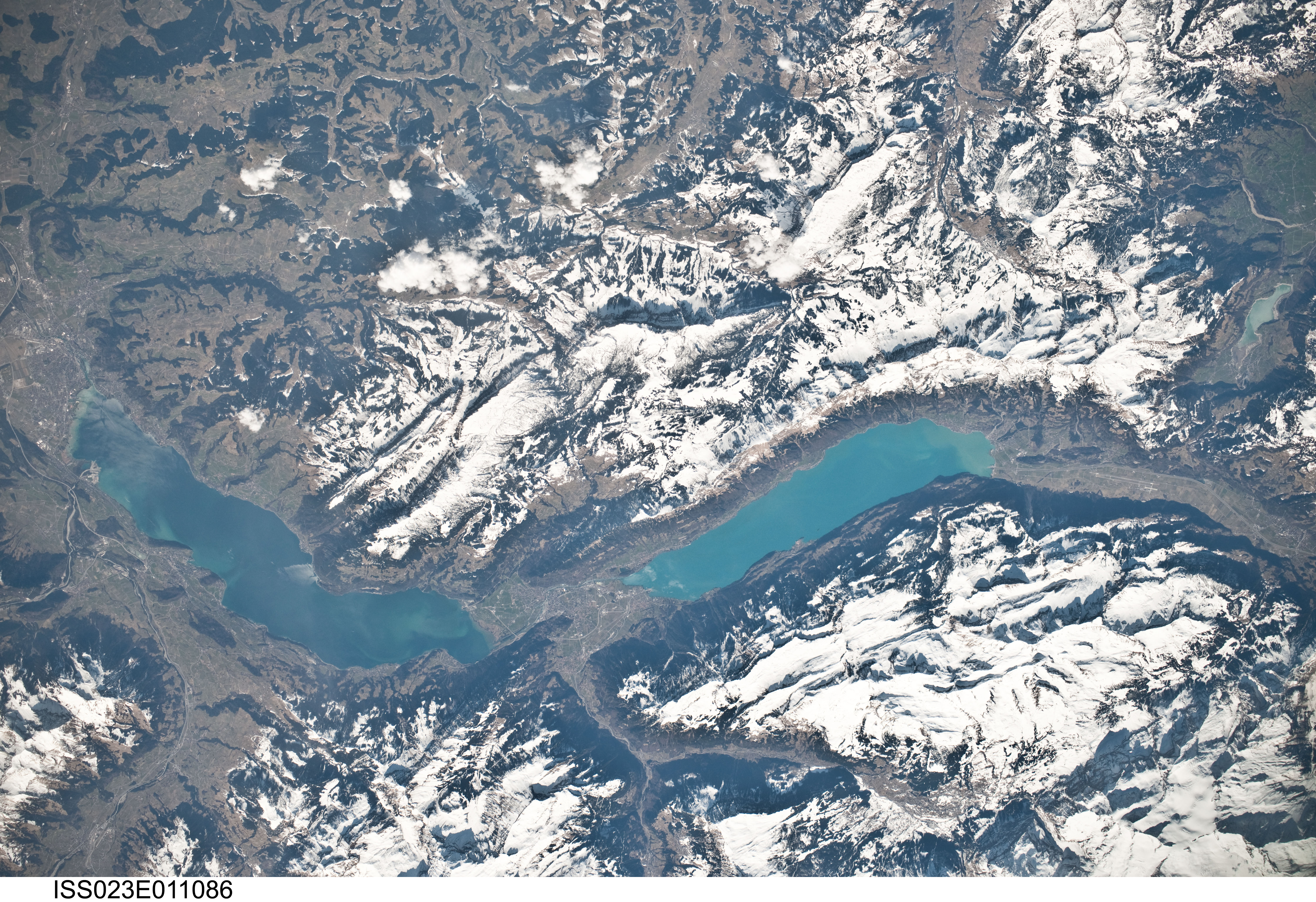
ISS拍摄的布里恩茨湖和图恩湖

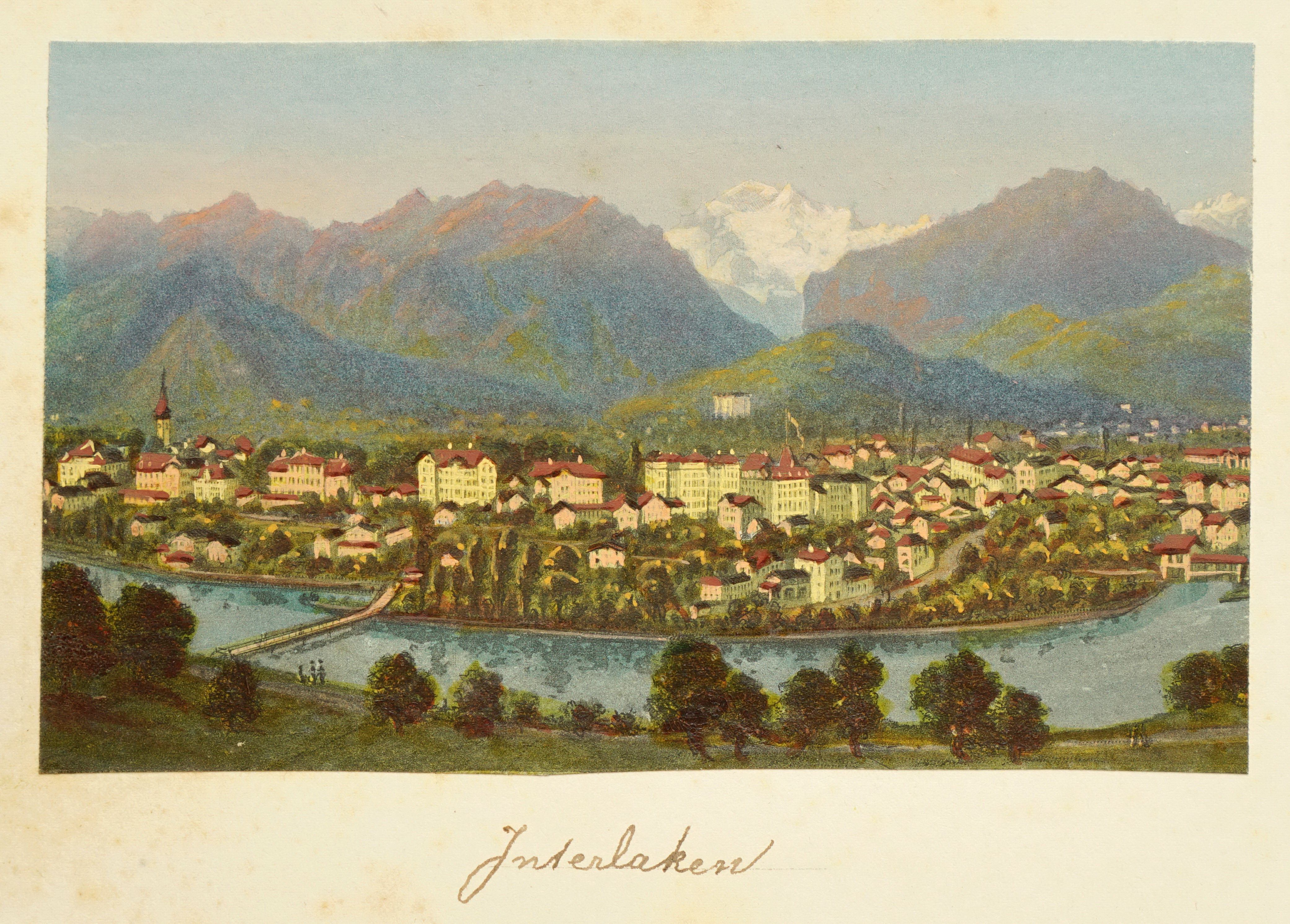
19世纪的版画中的因特拉肯，可见旅游业的繁荣

因特拉肯市位于伯尔尼高地，夹在西边图恩湖和东边布里恩茨湖之间的冲积平原Bödeli上，阿勒河（Aare）从图恩湖经因特拉肯市区流向布里恩茨湖，长近六公里。另一条河流吕奇讷河（Weisse Lütschine）从南部的劳特布伦嫩山谷流入布里恩茨湖，但没有流经因特拉肯市。 
因特拉肯南部，少女峰、艾格峰、僧侣峰等山峰沿吕奇讷河向上延伸，俯瞰图恩湖和布里恩茨湖。

## 历史

### 中世纪和近代

18世纪的绘画对因特拉肯地区的描绘

在因特拉肯附近曾发现过一些新石器时代燧石物品、青铜时代早期的剑和古罗马时期的硬币，但没有证据表明该地区在中世纪之前就有人定居。
约1130年，因特拉肯修道院（Inter lacus Madon）在阿勒河北侧一片叫马滕（Matten）的土地上建立，并被置于神圣罗马帝国的保护下。在接下来的200年，修道院势力不断扩大，成为该地区最大的土地所有者。
1279-1280 年，下塞恩村（Unterseen） 在因特拉肯村附近发展起来。14世纪时，现在的因特拉肯市地区被命名为Aarmühle村，属于马滕市的一部分。
宗教改革后，因特拉肯修道院于1528年世俗化，其土地被伯尔尼市政府吞并，修道院建筑的一部分被用作政府驻地。1746-1750年，修道院西翼被拆除，总督塞缪尔·蒂利尔 （Samuel Tillier） 建造了新城堡（New Castle），其成为今天因特拉肯的行政中心。

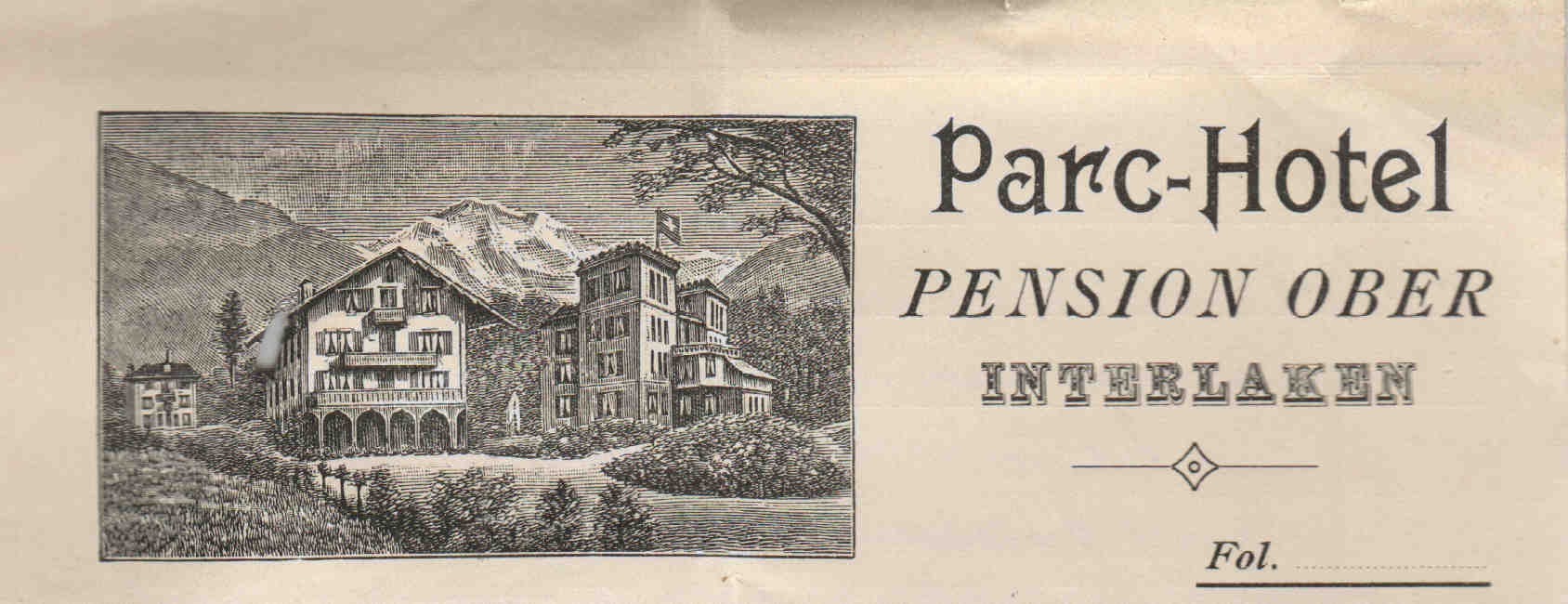
1902年因特拉肯公园酒店的广告

### 从Aarmühle到因特拉肯
1837年，Aarmühle村从马滕市分离出来，成为一个独立的市镇。1891年，伯尔尼州政府委员会批准Aarmühle市政府将其政治名称更改为常用的“因特拉肯”（Interlaken）。

### 旅游业的发展

1967年因特拉肯及周围市镇的鸟瞰图

因特拉肯地区旅游业的繁盛始于1800年左右，这归功于弗朗茨·尼克劳斯·柯尼希 （Franz Niklaus König） 等瑞士画家的风景画和瑞士文化节（Unspunnenfest）的成功举办。之后，酒店和交通设施开始建设，期间约翰·沃尔夫冈·冯·歌德（Johann Wolfgang von Goethe），拜伦勋爵（Lord Byron）、费利克斯·门德尔松·巴托尔迪（Felix Mendelssohn-Bartholdy）等名人先后拜访了今天的因特拉肯。
1835年，一条蒸汽船航线在图恩湖开通，随后1839年在布里恩茨湖开通了另一条航线。1872年，Bödeli铁路投入使用。1888年，通过布吕尼格铁路可通往卢塞恩。1890年，伯尔尼高地铁路（BOB）将因特拉肯与劳特布伦嫩和格林德瓦等旅游目的地连接起来。1893年，图恩湖铁路开通，连接了图恩、伯尔尼及其他地区。1912年，少女峰铁路建成。随着交通网络的完善，因特拉肯的知名度进一步提高，酒店也沿着通往少女峰的路线发展起来。

## 景点
- 布里恩茨湖
- 圖恩湖
- 布里恩茨：是一個木雕之鄉而聞名的小鎮，距離因特拉肯約20分鐘車程，位於布里恩茨湖畔。
- 露天博物館
- 少女峰
- 少女峰山坳
- 小夏戴克
- 哈德昆景觀臺
- 劳特布伦嫩
- 格林德瓦

## 交通
伯爾尼、蘇黎世機場、巴塞爾每小時都有特快直通因特拉肯。因特拉肯有两个火车站，東站(Interlaken Ost)與西站(Interlaken West)，通往少女峰方向的列车由東站出發。东、西站之间相互连通，因时常有前往瑞士其他城市的火车经过，所以在城市穿行乘坐火车两站间往返比公交车方便。
因特拉肯的東、西車站和市內都可以租到自行車或者摩托車，是欣賞因特拉肯湖畔美景的推薦選擇。市内还有观光小火车，以及贯穿城市各处的公共汽车。
图恩湖与布里恩茨湖上有游船服务，游船码头在火车站旁，持有瑞士旅游通票的旅客可以免费乘坐。

## 国际关系

### 友好城市
因特拉肯与：
- 日本大津市（Ōtsu）
- 美国亚利桑那州斯科茨代尔（Scottsdale）
- 捷克特热博瓦（Třeboň）
- 中华人民共和国黄山市（Huangshan）
- 德国措伊滕（Zeuthen）

## 气候
因特拉肯夏季温和湿润，冬季多雪，全年降水充足，为冷温带湿润气候（柯本气候分类Dfb），如果使用-3.0°C或26.6°F等温线，则为温带海洋性气候（柯本气候分类Cfb）。
| Interlaken（1991−2020）  | Interlaken（1991−2020） | Interlaken（1991−2020） | Interlaken（1991−2020） | Interlaken（1991−2020） | Interlaken（1991−2020） | Interlaken（1991−2020） | Interlaken（1991−2020） | Interlaken（1991−2020） | Interlaken（1991−2020） | Interlaken（1991−2020） | Interlaken（1991−2020） | Interlaken（1991−2020） | Interlaken（1991−2020） |
| 月份                     | 1月                     | 2月                     | 3月                     | 4月                     | 5月                     | 6月                     | 7月                     | 8月                     | 9月                     | 10月                    | 11月                    | 12月                    | 全年                    |
| ------------------------ | ----------------------- | ----------------------- | ----------------------- | ----------------------- | ----------------------- | ----------------------- | ----------------------- | ----------------------- | ----------------------- | ----------------------- | ----------------------- | ----------------------- | ----------------------- |
| 平均高温 °C（°F）        | 3.2 (37.8)              | 5.4 (41.7)              | 10.5 (50.9)             | 14.7 (58.5)             | 18.7 (65.7)             | 22.4 (72.3)             | 24.3 (75.7)             | 23.7 (74.7)             | 19.2 (66.6)             | 14.1 (57.4)             | 7.8 (46.0)              | 3.7 (38.7)              | 14.0 (57.2)             |
| 日均气温 °C（°F）        | 0.0 (32.0)              | 1.0 (33.8)              | 5.2 (41.4)              | 9.2 (48.6)              | 13.3 (55.9)             | 16.9 (62.4)             | 18.6 (65.5)             | 18.1 (64.6)             | 14.1 (57.4)             | 9.6 (49.3)              | 4.2 (39.6)              | 0.8 (33.4)              | 9.3 (48.7)              |
| 平均低温 °C（°F）        | −2.8 (27.0)             | −2.5 (27.5)             | 0.9 (33.6)              | 4.1 (39.4)              | 8.3 (46.9)              | 12.1 (53.8)             | 13.8 (56.8)             | 13.6 (56.5)             | 10.0 (50.0)             | 6.0 (42.8)              | 1.2 (34.2)              | −1.8 (28.8)             | 5.2 (41.4)              |
| 平均降水量 mm（）        | 72 (2.8)                | 67 (2.6)                | 73 (2.9)                | 82 (3.2)                | 122 (4.8)               | 127 (5.0)               | 146 (5.7)               | 146 (5.7)               | 94 (3.7)                | 80 (3.1)                | 80 (3.1)                | 91 (3.6)                | 1,178 (46.4)            |
| 平均降雪量 cm（）        | 28.1 (11.1)             | 26.5 (10.4)             | 11.4 (4.5)              | 0.8 (0.3)               | 0.0 (0.0)               | 0.0 (0.0)               | 0.0 (0.0)               | 0.0 (0.0)               | 0.0 (0.0)               | 0.0 (0.0)               | 5.6 (2.2)               | 17.8 (7.0)              | 90.2 (35.5)             |
| 平均降水天数（≥ 1.0 mm） | 9.1                     | 8.5                     | 9.9                     | 10.1                    | 12.5                    | 13.2                    | 12.8                    | 12.8                    | 9.5                     | 9.3                     | 9.6                     | 10.0                    | 127.3                   |
| 平均降雪天数（≥ 1.0 cm） | 4.6                     | 4.7                     | 3.1                     | 0.4                     | 0.0                     | 0.0                     | 0.0                     | 0.0                     | 0.0                     | 0.0                     | 1.1                     | 3.2                     | 17.1                    |
| 平均相對濕度（％）       | 83                      | 78                      | 72                      | 69                      | 72                      | 73                      | 73                      | 77                      | 80                      | 83                      | 84                      | 85                      | 77                      |
| 月均日照時數             | 67                      | 82                      | 129                     | 164                     | 183                     | 200                     | 223                     | 199                     | 152                     | 102                     | 68                      | 56                      | 1,625                   |
| 可照百分比               | 41                      | 49                      | 49                      | 48                      | 44                      | 46                      | 52                      | 53                      | 53                      | 50                      | 42                      | 36                      | 48                      |
| 来源：瑞士气象局         |                         |                         |                         |                         |                         |                         |                         |                         |                         |                         |                         |                         |                         |

## 外部連結
- 因特拉肯官方網站
- Interlaken on Wikivoyage
- 因特拉肯地圖：Wikimapia（页面存档备份，存于） Multimap